# Hanabie.
Hanabie. (en japonès: 花冷え.) és un grup japonès de metalcore format el 2015 per les amigues de l'escola secundària Yukina, Matsuri, Hettsu i Kaede. La banda es refereix al seu estil com a «harajuku-core». Les seves cançons incorporen elements de hardcore punk i nu metal amb una barreja de J-pop i hip-hop.
El nom de la banda Hanabie. («temps fred de primavera») fa referència als aniversaris de les quatre membres fundadores, les quals van néixer durant els mesos d'hivern o primavera. El 2023 van signar amb Epic Records Japan, una filial de Sony Music Japan.

## Discografia
- Cherry Blossoms Are Blooming (EP, 2018)[13]
- Girl's Reform Manifest (2021)[14]
- Reborn Superstar! (2023)[11]